# Pirna
Pirna város Németországban, azon belül Szászország tartományban. Lakosainak száma 39 303 fő (2023. december 31.).

## Fekvése
Drezda délkeleti szomszédjában fekvő város. Pirna Bad Gottleuba-Berggießhübel, Bahretal, Dohma, Dohna, Dürrröhrsdorf-Dittersbach és Heidenau községekkel határos.

### A városrészei
- Belváros (Obervogelgesanggal és Niedervogelgesanggal)
- Birkwitz/Pratzschwitz
- Copitz-West
- Copitz-Ost (Postával)
- Graupa/Bonnewitz (Groß-, Klein- és Neugraupával)
- Rottwerndorf/Neundorf/Krietzschwitz
- Mockethal/Zatzschke
- Jessen/Liebethal (Vorderjessennel)
- Sonnenstein/Cunnersdorf
- Zehista/Zuschendorf

## Története

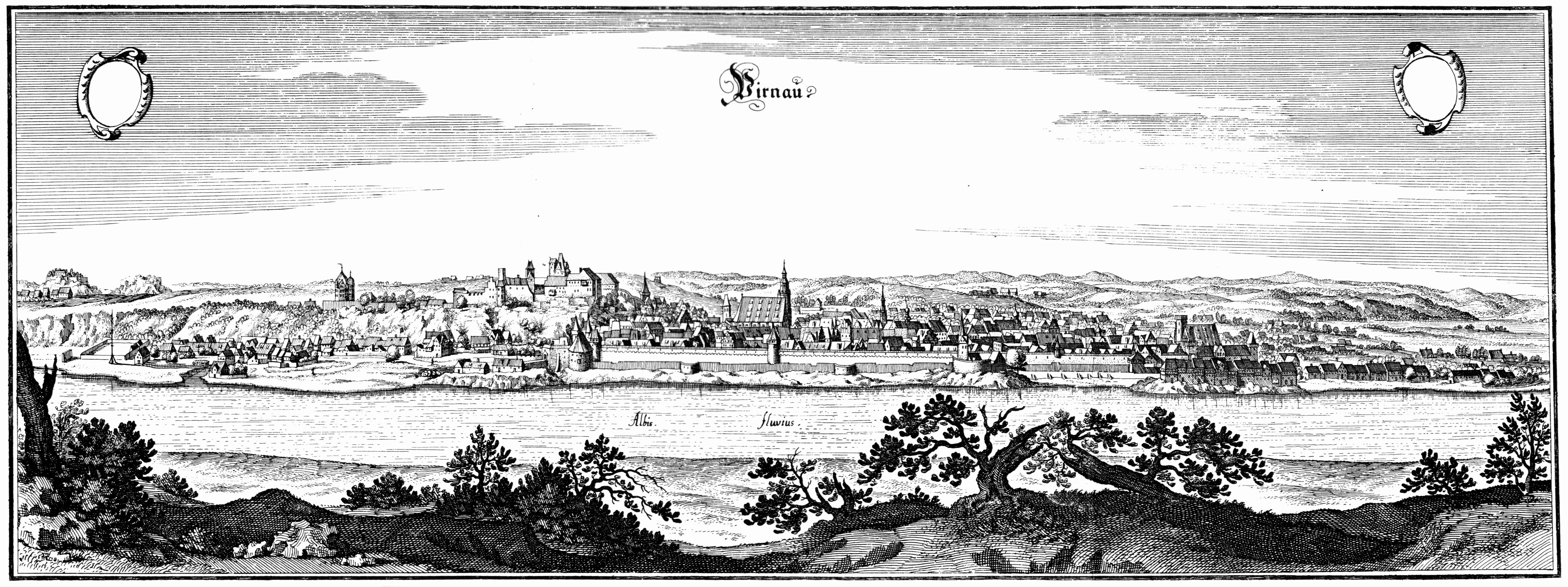
Pirna 1650-ben

A települést a 10. században szorb halászok lakták. A 12. század végétől frank és türingiai halászok érkeztek a környékre, ettől kezdve a város fontos szerepet játszott Szászország kialakulásában valamint történetében.
Mára Pirna jelentős idegenforgalma mellett mind fontosabb ipari központ is műselyemgyárral, gázturbina és motorgyárral, autóalkatrész üzemmel és öntött üveggyárral és a Copitzban levő vasöntővel.
A domb tetején található Sonnenstein vára is, mely nagyrészt a 16. század második felében épült, középkori részletek felhasználásával.
A 19. században jelentősen átalakították és kibővítették.

## Nevezetességek
- Sonnenstein vára
- Kolostorudvar (Klosterhof)
- Kolostortemplom (Klosterkirche) - román stílusú 13. századi formáját a 14. században átalakították. Türingiai mestertől való 16. század elejei késő gótikus szárnyasoltárral.
- Piactér
- Városháza
- Szent Mária templom
- Múzeumok

## Galéria

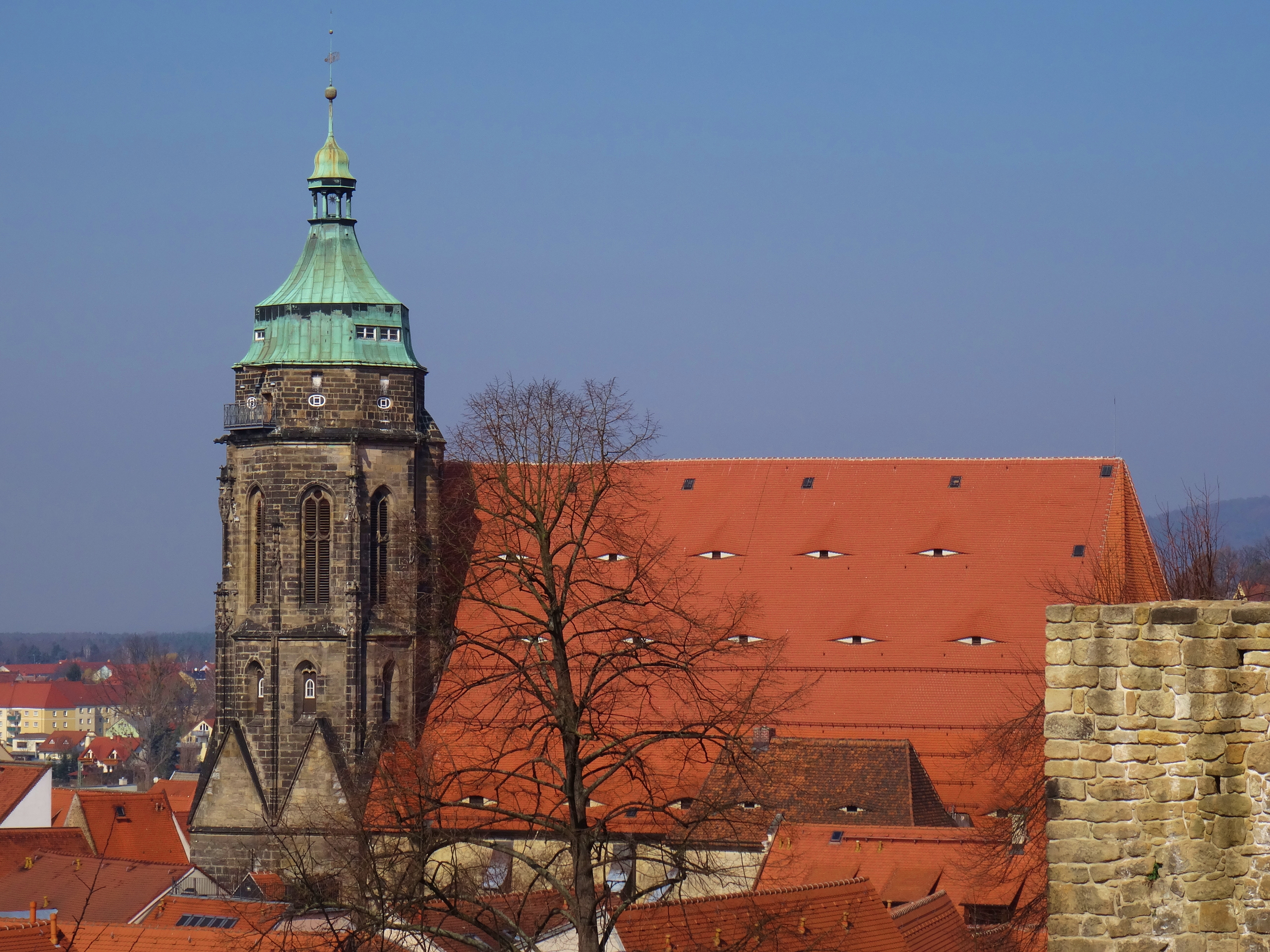
Szent Mária templom
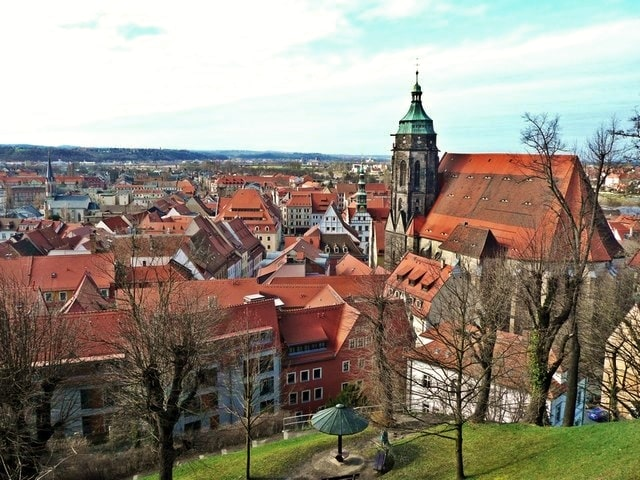
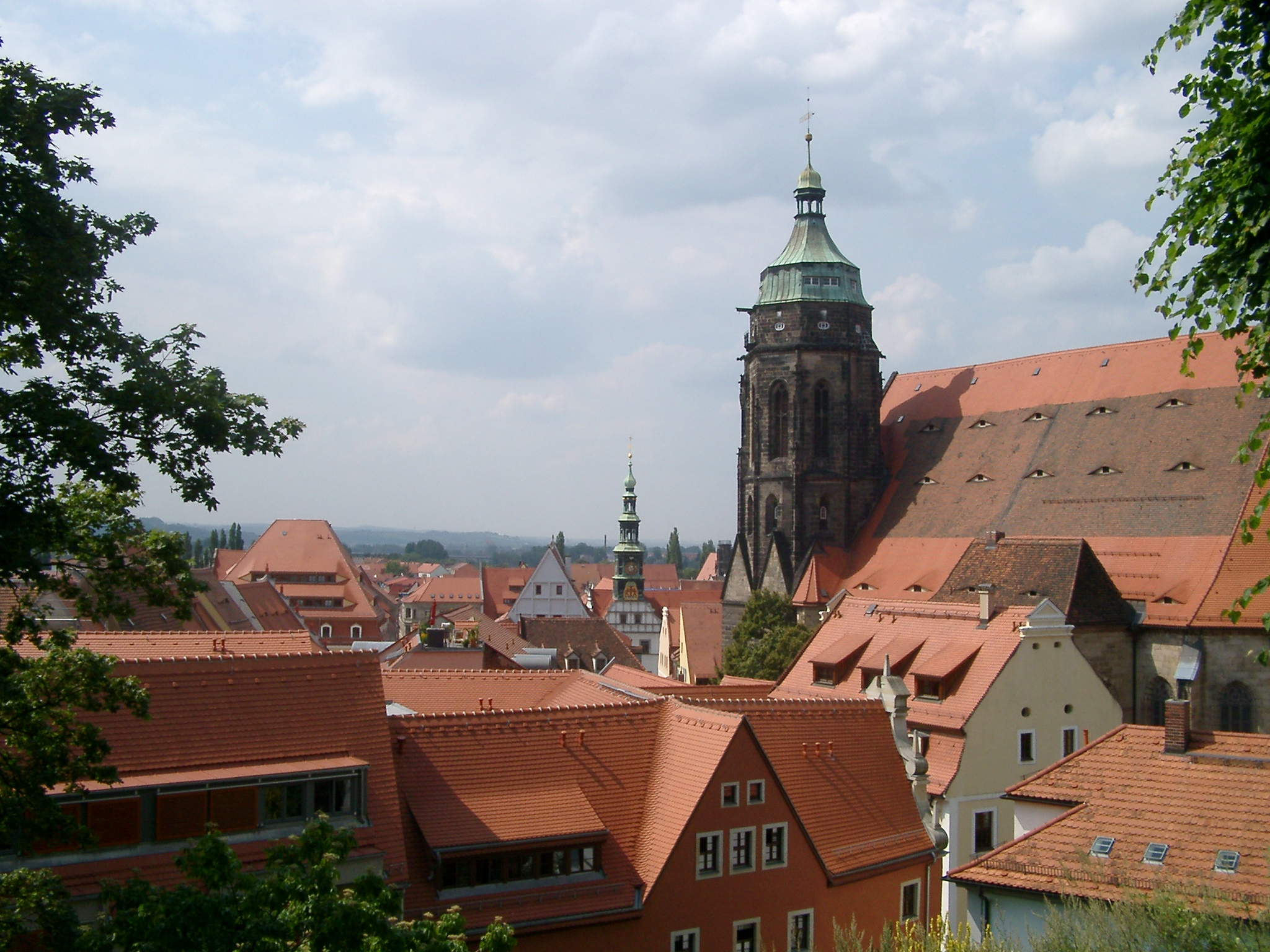
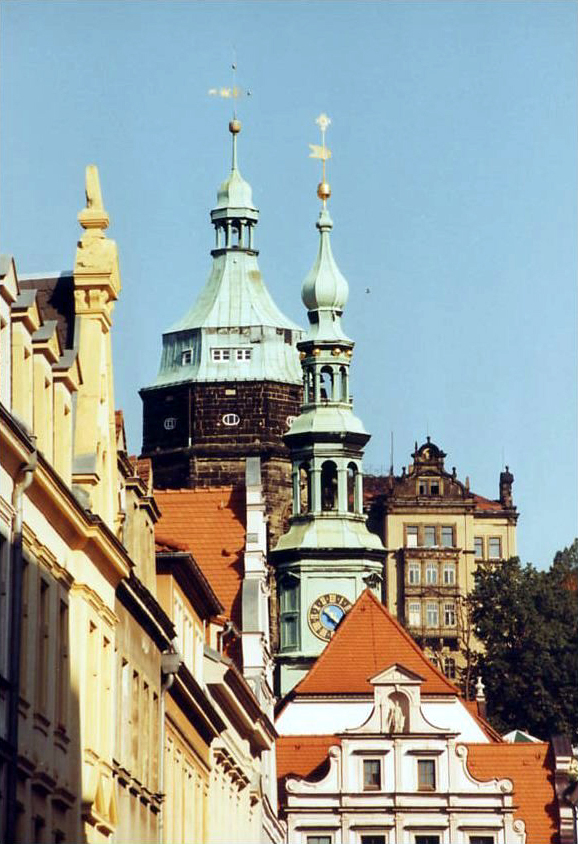
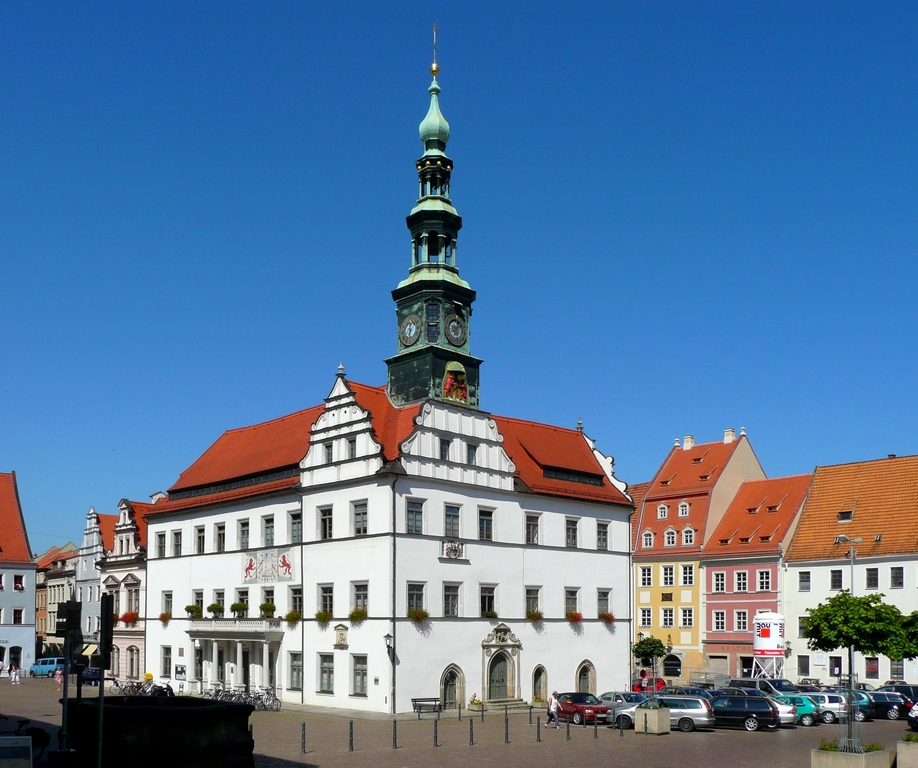
Városháza
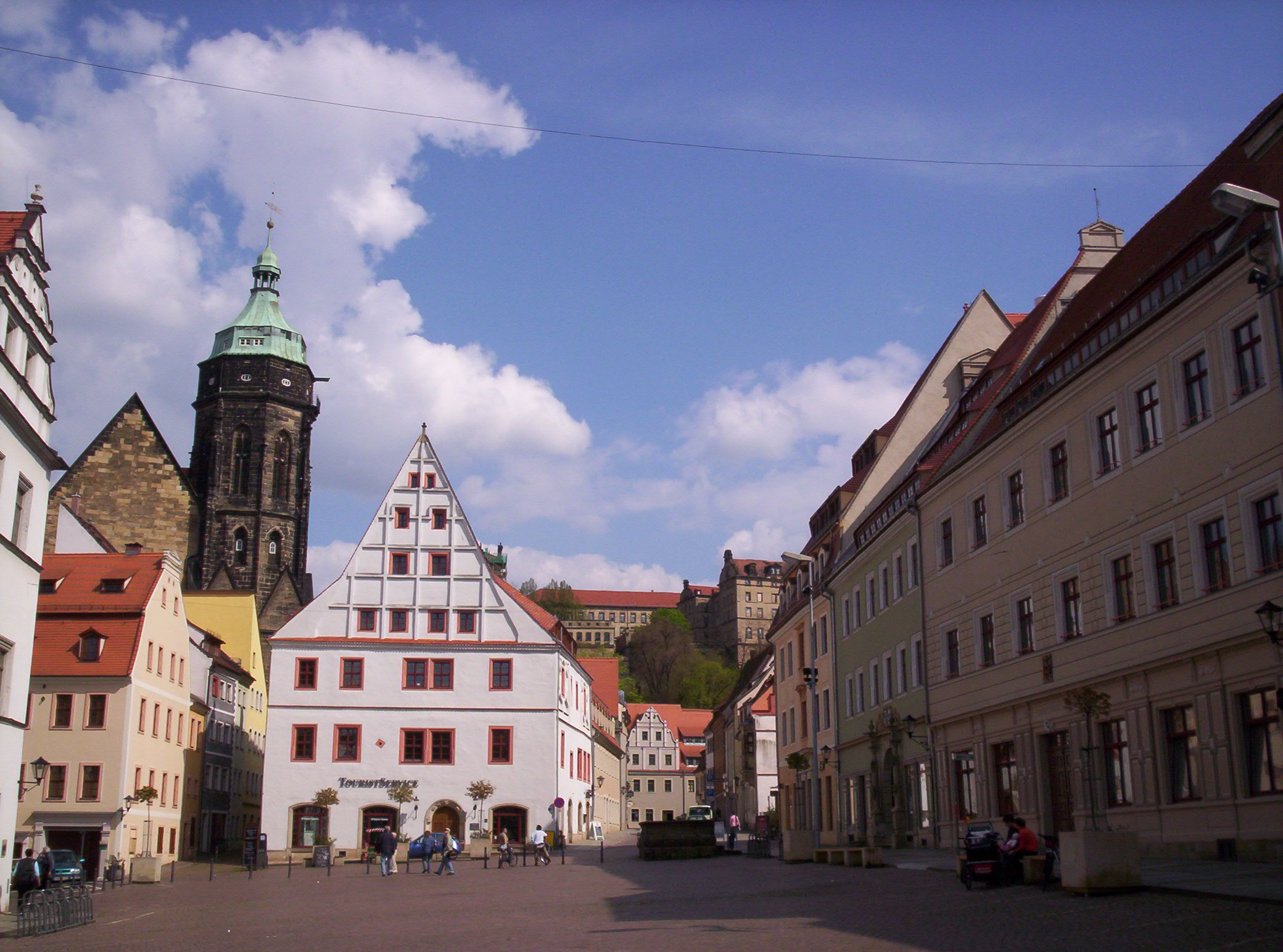
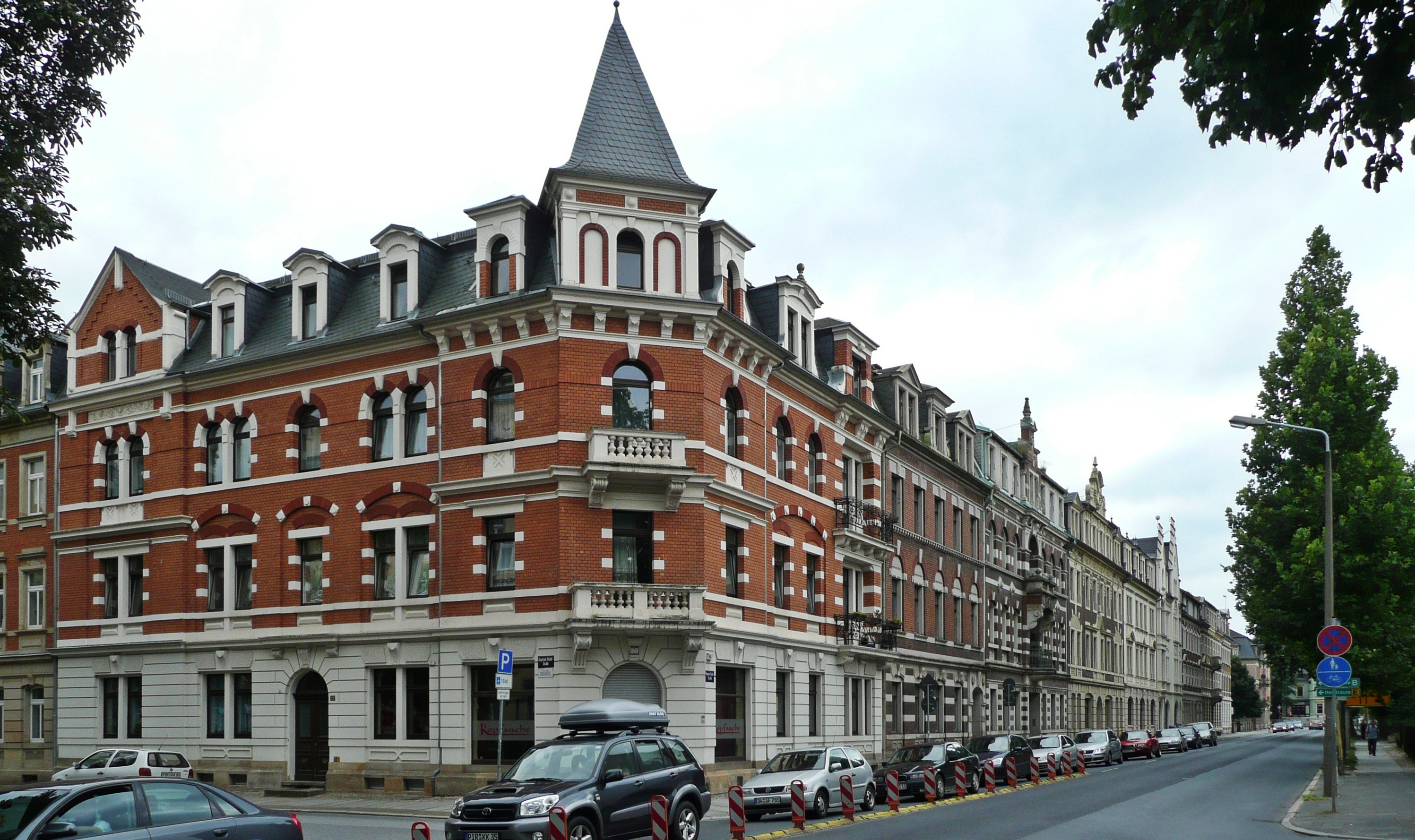
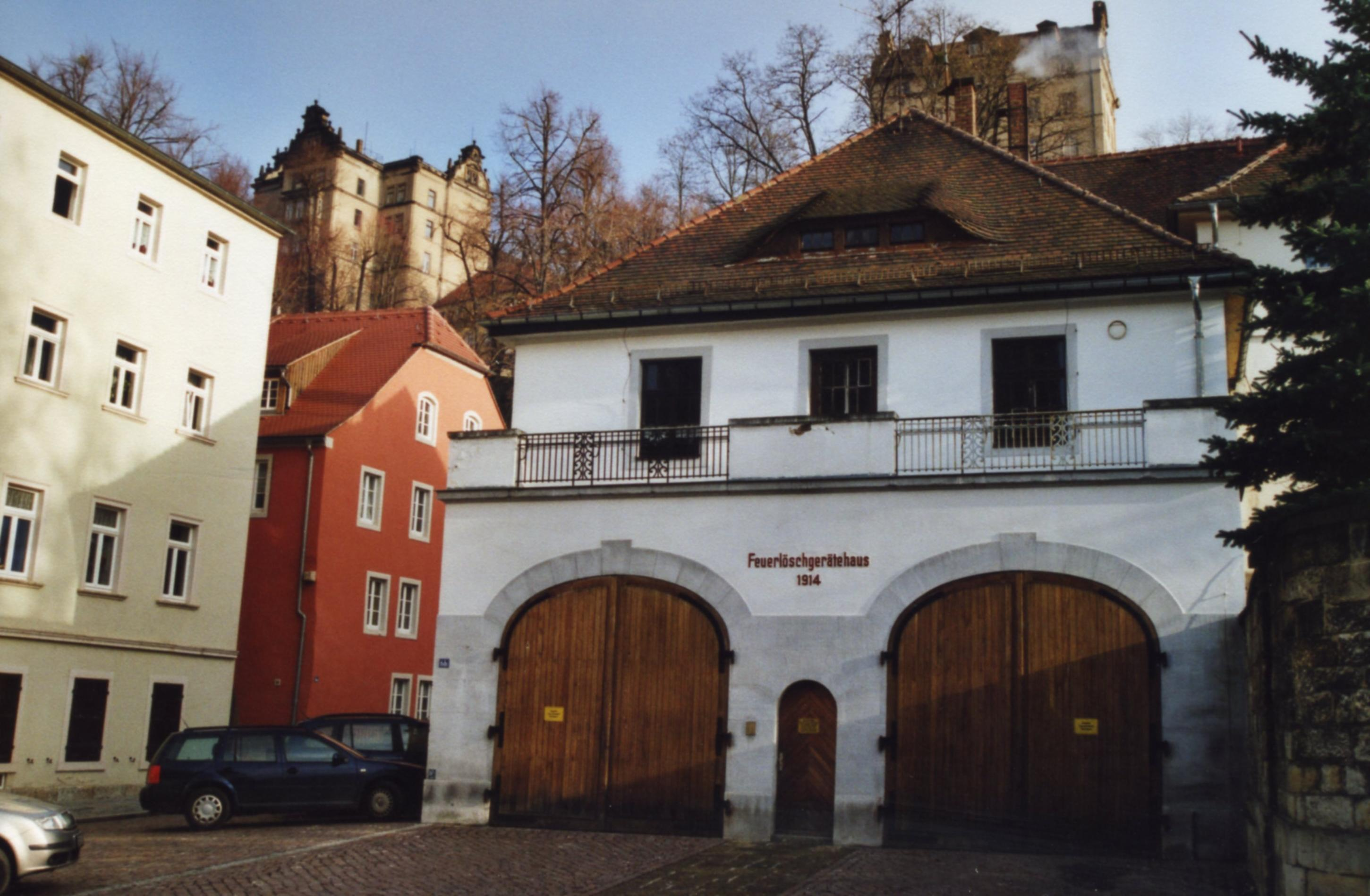
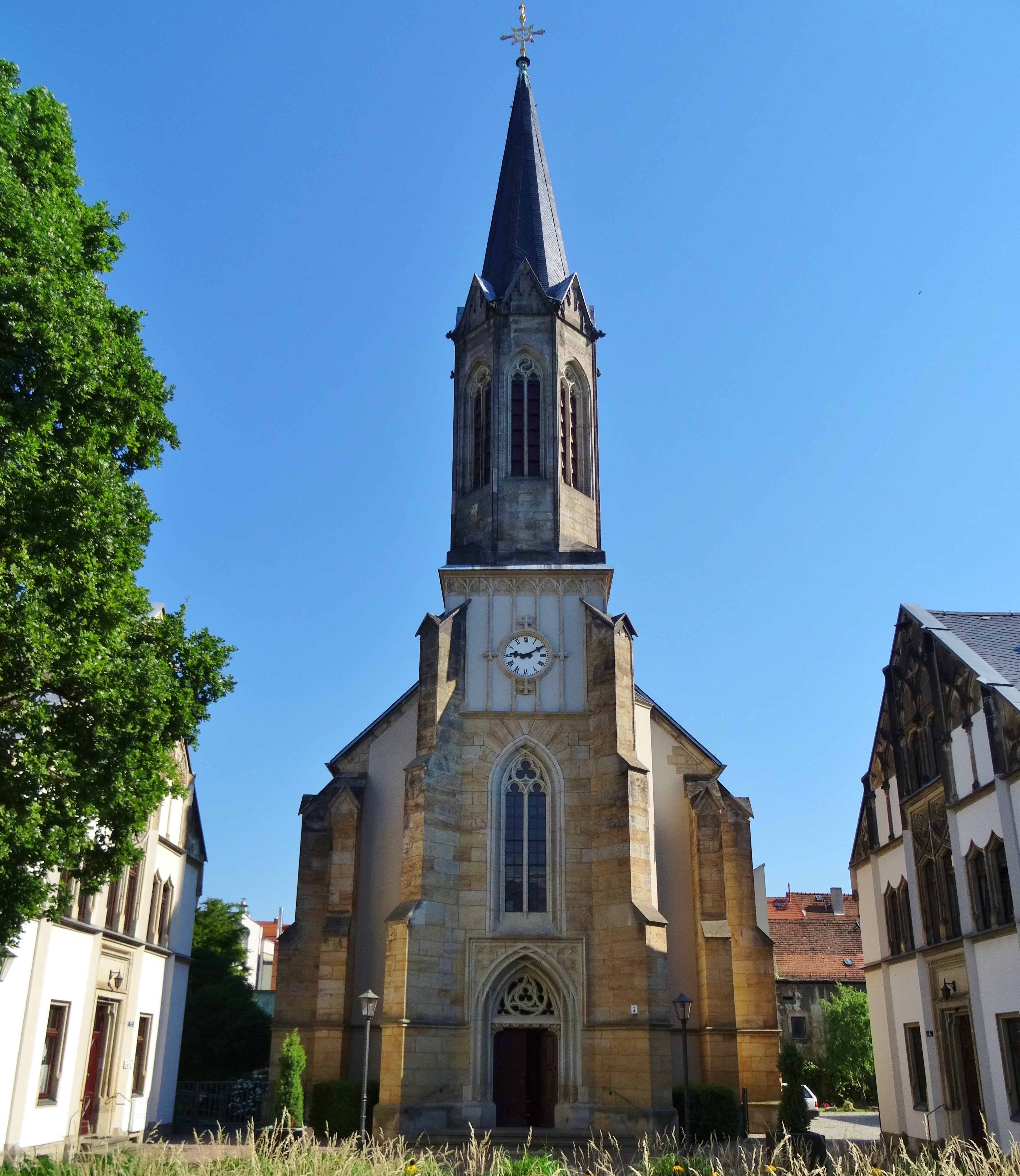
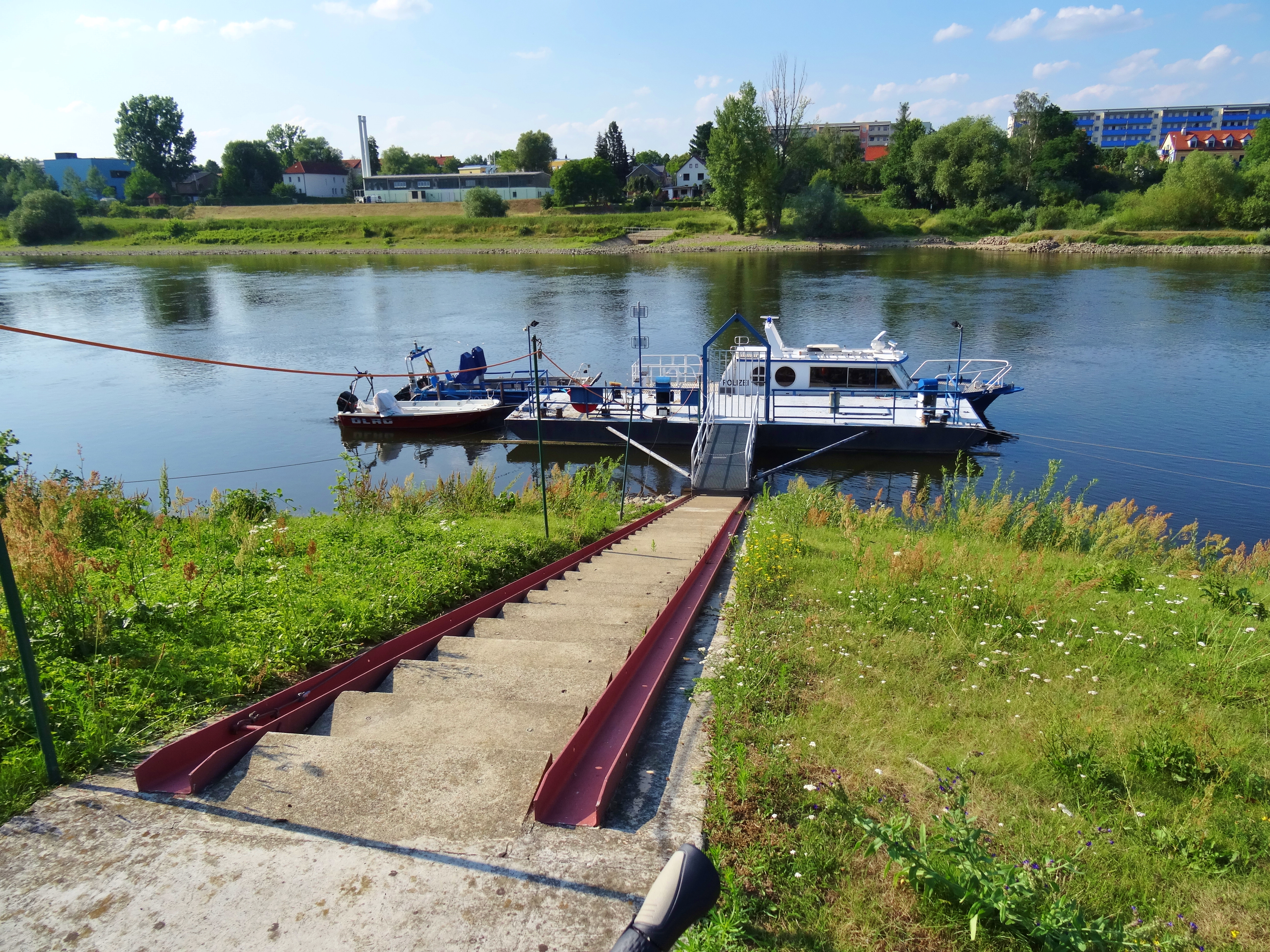
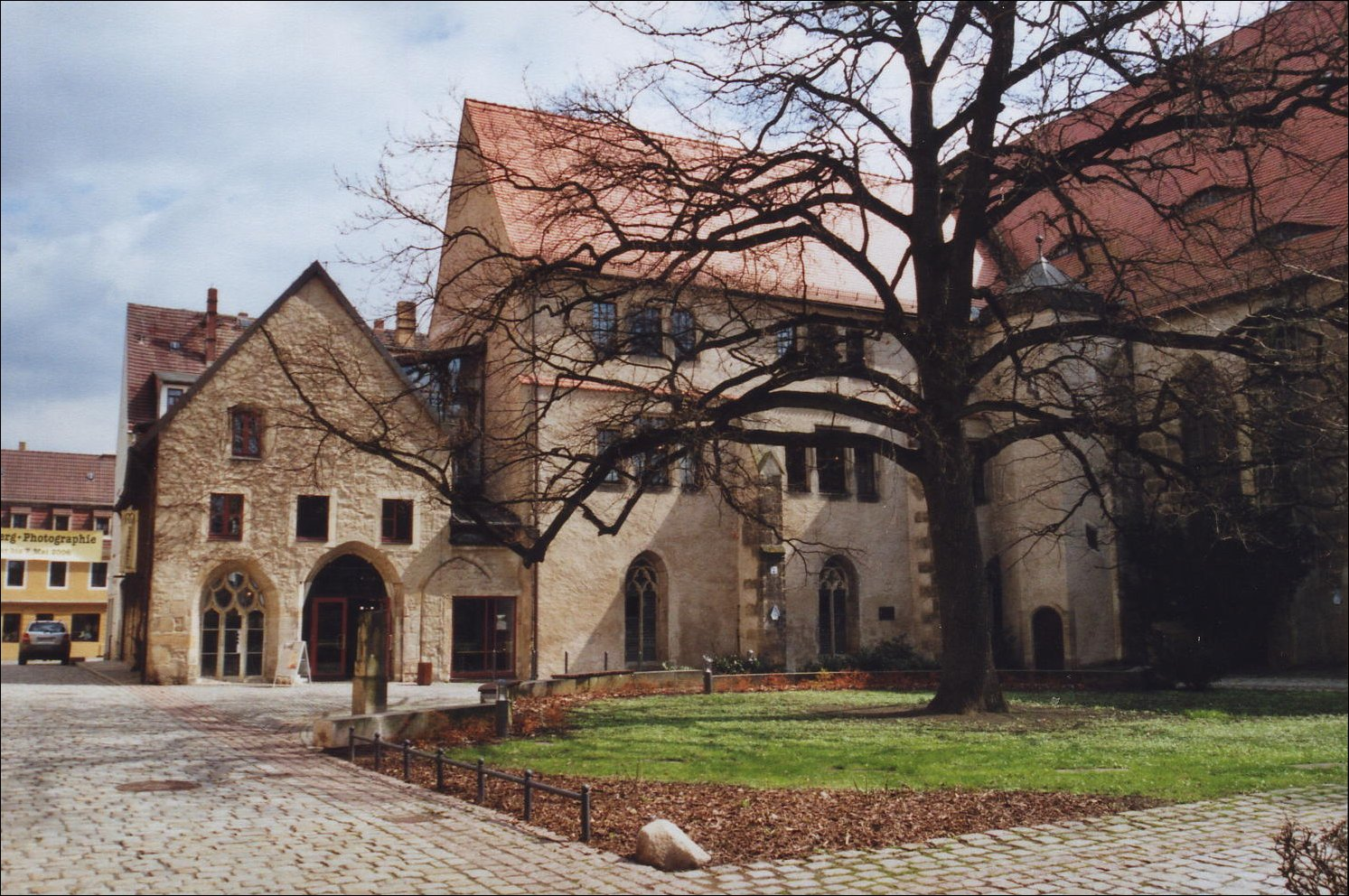
Városi múzeum
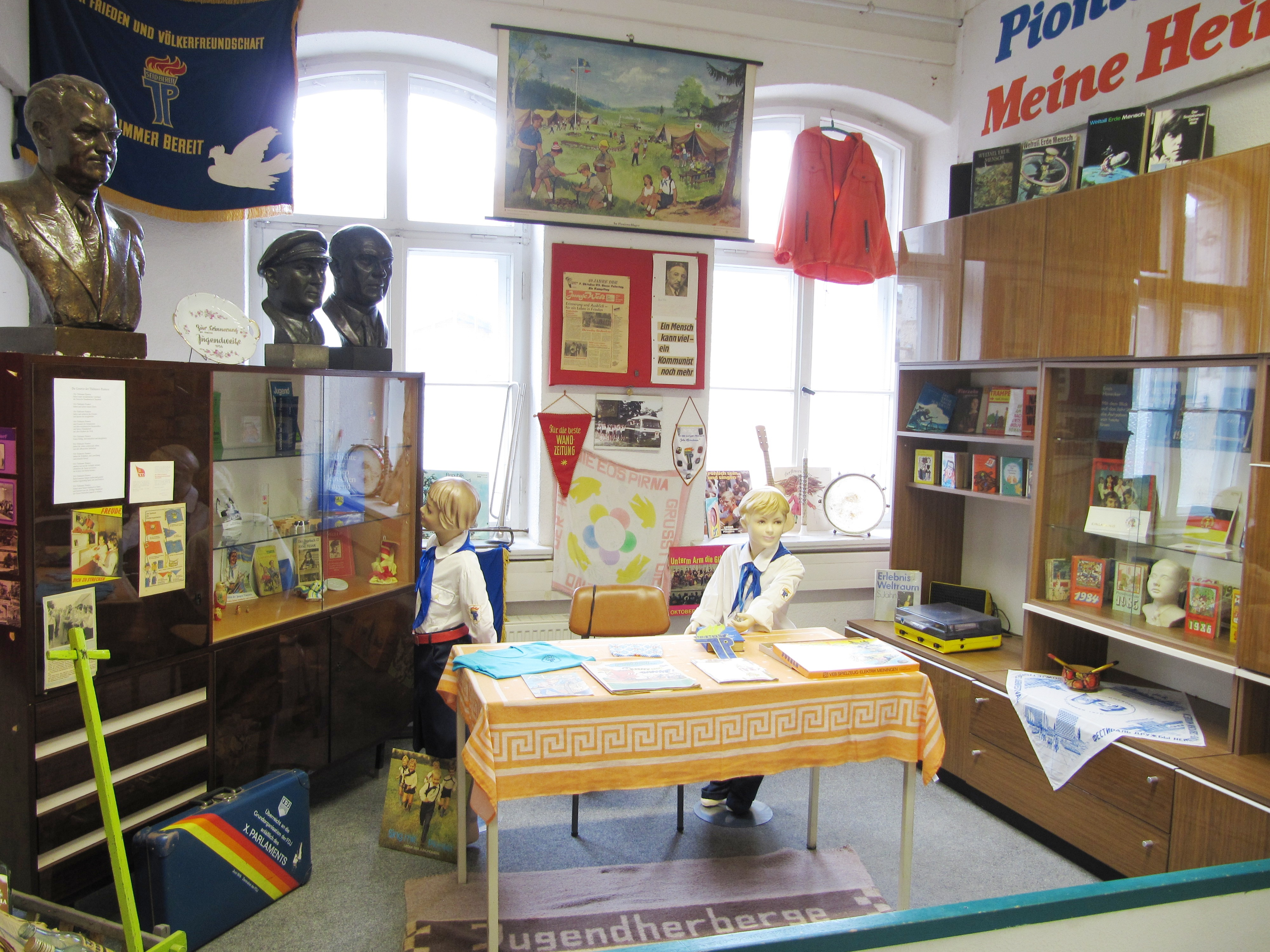
NDK-múzeum
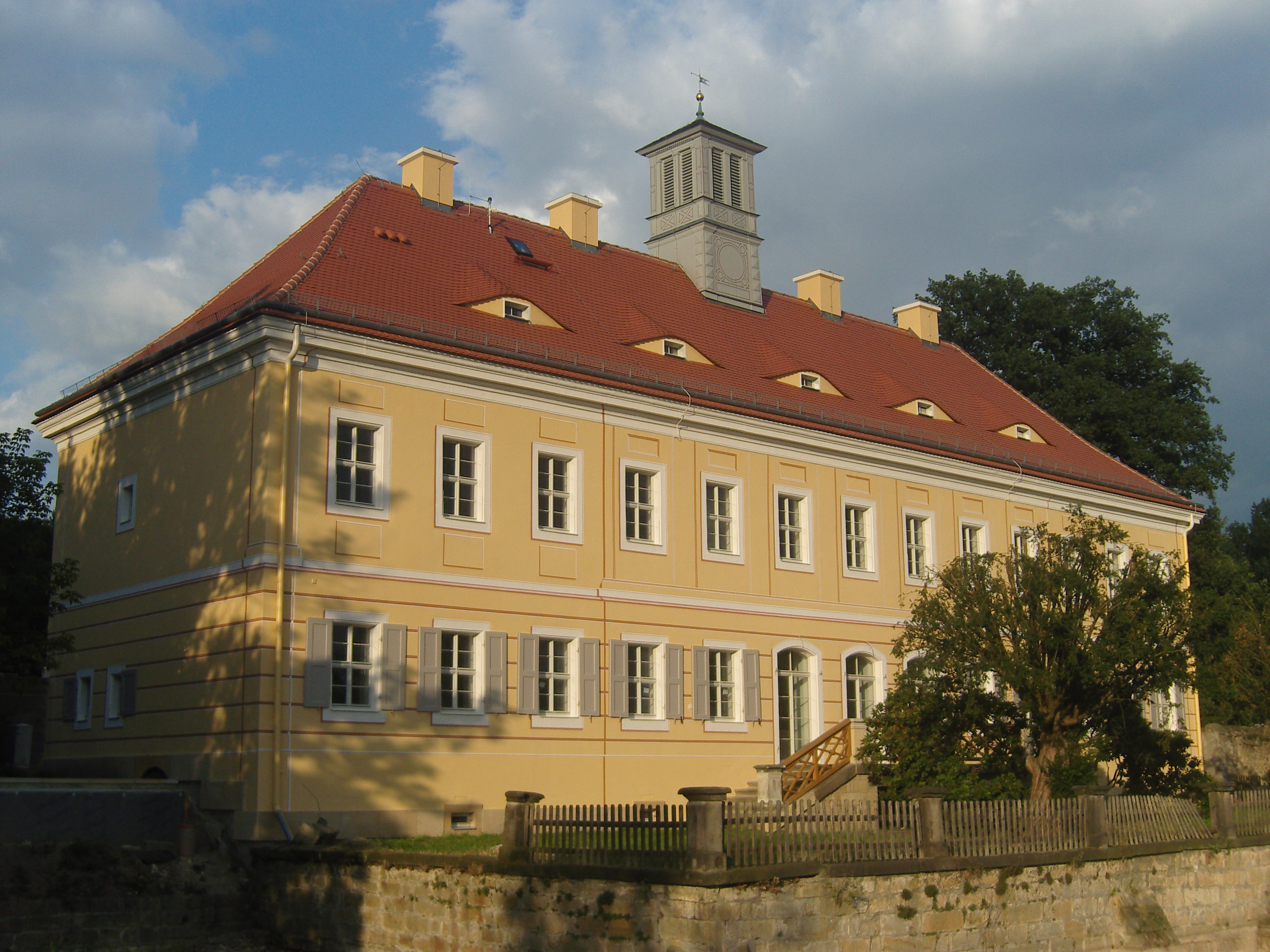
Richard-Wagner-múzeum
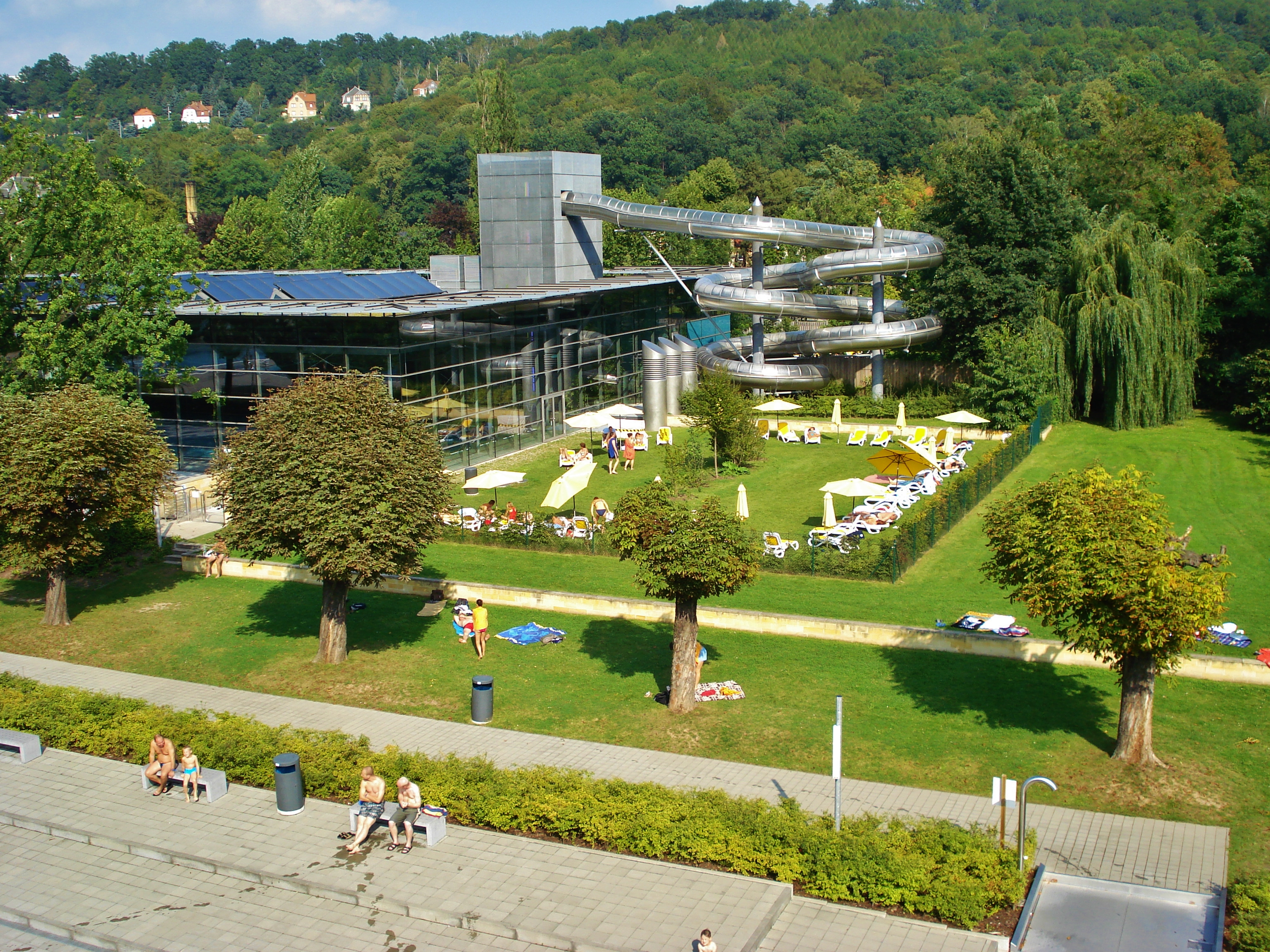
Geibelt-fürdő

## Híres szülöttei
- Johannes Sommer (1542–1574) német humanista író és unitárius tanár
- Robert Abendroth	(1842–1917), könyvtáros és levéltáros
- Eva Schulze-Knabe (1907–1976), festőművész
- Ramona Neubert (1958–), atléta

## Népesség
A település népességének változása:
| Lakosok száma | 38 276 | 38 320 | 38 361 | 39 054 | 39 303 |
|               | 2017   | 2019   | 2021   | 2022   | 2023   |